# Art Basel
Art Basel est une manifestation d'art contemporain se tenant annuellement à Bâle en Suisse, à Miami aux États-Unis, à Hong Kong en Chine, à Paris en France et à Doha au Qatar.
Toutes les formes d'art y sont représentées : peinture, sculpture, installation, vidéo, multiples, impression, photographie et performance. Les expositions sont organisées par secteurs, consacrés chacun à un type particulier de galeries, d'œuvres d’art ou d'artistes.

## Historique
Cofondée par Ernst Beyeler, Trudi Bruckner et Balz Hilt, trois galeristes bâlois, la première édition de l'exposition internationale « ART » ouvre à Bâle le 12 juin 1970. 90 galeries d'art, venant de 10 pays, exposent lors la première édition, attirant plus de 16 000 visiteurs.
En 1974, le secteur de l'exposition « Neue Tendenzen » (Nouvelles Tendances) est dévolu à la promotion de jeunes artistes auquel 50 galeries prennent part. Ce secteur est remplacé par la plateforme « Perspective » en 1979. Une exposition indépendante, « Edition », est intégrée à Art Basel en 1993, en tant que nouveau secteur. La zone « Young Galleries » (Jeunes Galeries) est créée pour promouvoir les galeries offrant un tremplin à de jeunes artistes. En 1995, la vidéo est à l'honneur avec la plateforme « Art Video Forum » à laquelle participe Pipilotti Rist. La zone « Young Galleries » est renommée « Statements » dès 1996 et présente, cette année-là, 23 jeunes artistes.
En 2000, sous la houlette de Samuel Keller, son ancien directeur et directeur actuel de la fondation Beyeler, est inauguré « Art Unlimited » un espace d'exposition pour les œuvres monumentales des artistes présentés par les galeries et contribue au prestige de la manifestation. Simon Lamunière a été le premier commissaire d'exposition de cet espace de 18 000 m2 de 2000 à 2011.
Art Basel Miami Beach est lancé en 2002. L'une des originalités de l'exposition est le secteur « Positions » : situé près de la plage, les galeries y exposent de jeunes artistes dans des conteneurs adaptés pour la situation.
En 2004 se tiennent pour la première fois les « Art Basel Conversations » : un panel de discussions constitué de membres influents de l'art contemporain (collectionneurs, directeurs de musées, artistes, etc.) partage des informations privilégiées sur le monde de l'art et des collectionneurs.
En 2013, Art Basel démarre en Asie avec « Art Basel Hong Kong ».
À la suite d'un appel d'offres lancé par la Réunion des musées nationaux et du Grand Palais en 2021, le groupe MCH, propriétaire d'Art Basel, est retenu pour être le nouvel organisateur de la foire contemporaine au Grand Palais éphémère à Paris. Art Basel Paris+ succède ainsi à la Fiac et tient sa première édition du 20 au 23 octobre 2022.
Au début du XXIe siècle, chacune des éditions d'Art Basel attire environ 60 000 visiteurs répartis sur la semaine. L'attrait est manifeste du côté des exposants : sur les 1 100 candidats intéressés du monde entier, seules 300 galeries d'art contemporain représentant 2 500 artistes des XXe siècle et XXIe siècle sont retenues (chiffres 2009,). La sélection des galeries exposant est ainsi rude, les galeries devant présenter autant des artistes émergents que d'autres bien établis, elles doivent également attester qu'elles promeuvent activement les artistes et qu'elles collaborent à la production.
Art Basel est réputée comme l'une des plus importantes foires annuelles d'art contemporain du monde.
Comme toutes les foires établies, Art Basel draine plusieurs manifestations périphériques et satellites profitant de l'internationalisation éphémère de la ville.

### Art Basel Miami Beach
Depuis 2002, Art Basel organise une manifestation parallèle en décembre à Miami, aux États-Unis sous le nom d'Art Basel Miami Beach. La première édition fait figurer 160 galeries de 23 pays différents et compte 30 000 visiteurs.

### Art Basel Hong Kong
Dès 2013, Art Basel organise une manifestation parallèle à Hong Kong : Art Basel Hong Kong. La moitié des exposants vient d'Asie et d'Asie Pacifique. L'édition de 2020 est annulée, à la suite de l'épidémie de coronavirus.

### Art Basel Paris
- 2022 : première édition, du 20 au 23 octobre

### Art Basel Qatar
- 2026 : première édition en février[12]

## Direction
- depuis 2022 : Noah Horowitz[13]
- 2012-2022 : Marc Spiegler[13]
- 2008-2012 : Annette Schönholzer et Marc Spiegler[14]
- 2007-2008 : Cay Sophie Rabinowitz (directrice artistique), Annette Schönholzer (organisation et finances) et Marc Spiegler (stratégie et développement)[15],[16]
- 2000-2007 : Samuel Keller (lance notamment l'antenne d'Art Basel en Floride, Basel Miami Beach)[17]
- 1991-1999 : Lorenzo Rudolf[18]